# Valentina Fedyushina
Valentina Fedyushina (née le 10 février 1965 à Moscou) est une lanceuse de poids autrichienne.
Elle a concouru pour l'Union Soviétique et l'Ukraine, mais est devenue une citoyenne autrichienne en 1999 pour concourir aux Jeux olympiques de Sydney pour ce pays. Elle a été mariée au lanceur de disque Volodymyr Zinchenko.
Son record personnel au lancer du poids est de 21,08 mètres, réalisé en mai 1988 à Leselidze. Elle détient la troisième meilleure performance en salle avec 21,60 mètres, à Simferopol.
En tant qu'Autrichienne, elle établit un record national  avec une distance de 19,21 mètres en juillet 1999 à Casablanca.

## Compétitions internationales
| Année                         | Compétition                                 | Lieu                | Position            | Distance            |
| Représentant l'URSS           | Représentant l'URSS                         | Représentant l'URSS | Représentant l'URSS | Représentant l'URSS |
| ----------------------------- | ------------------------------------------- | ------------------- | ------------------- | ------------------- |
| 1983                          | Championnats d'Europe juniors               | Schwechat           | 2e                  | 17,01 m             |
| 1988                          | Jeux olympiques                             | Séoul               | 13e                 | 19,06 m             |
| Représentant l'Équipe unifiée |                                             |                     |                     |                     |
| 1992                          | Championnats d'Europe en salle              | Gênes               | 4e                  | 18,95 m             |
| Représentant l'Ukraine        |                                             |                     |                     |                     |
| 1993                          | Championnats du monde en salle              | Toronto, Canada     | 4e                  | 19,07 m             |
| 1993                          | Championnats du monde                       | Stuttgart           | 7e                  | 19,27 m             |
| 1994                          | Championnats d'Europe d'athlétisme en salle | Paris               | —                   |                     |
| 1994                          | Championnats d'Europe                       | Helsinki            | 7e                  | 18,91 m             |
| 1995                          | Championnats du monde en salle              | Barcelone           | 6e                  | 18,48 m             |
| 1995                          | Championnats du monde                       | Göteborg            | 10e                 | 18,03 m             |
| 1996                          | Championnats d'Europe en salle              | Stockholm           | 3e                  | 18,90 m             |
| 1996                          | Jeux olympiques                             | Atlanta             | 12e                 | 17,99 m             |
| 1997                          | Championnats du monde                       | Athènes             | 20e                 | 17,31 m             |
| Représentant l'Autriche       |                                             |                     |                     |                     |
| 1999                          | Championnats du monde                       | Séville             | 7e                  | 18,17 m             |
| 2000                          | Jeux olympiques                             | Sydney              | 12e                 | 17,14 m             |
| 2002                          | Championnats d'Europe en salle              | Vienne              | 4e                  | 18,23 m             |
| 2002                          | Championnats d'Europe                       | Munich              | 13e                 | 17,11 m             |